# Storö, Salo
Storö (finska: Isoluoto) är en ö i Salo i Egentliga Finland i Finland. Arean är 22,2 kvadratkilometer.
Kyrkbyn på Storö, Förby, är den största byn. Ön är förbunden med en gångväg till fastlandet via Kaukassalo, och det finns en broförbindelse från Storö och Ulkoluodo via Niksaari.
Mellan 1882 och 2010 verkade Förby kalkgruva, som var en av Finlands äldsta industriella gruvor, på ön. Den grundades av Karl Forsström. Gruvan blev till slut 500 meter djup.  Uppskattningsvis har nio miljoner ton sten brutts, varav omkring åtta miljoner ton kalk.
Schweiziskägda Omya har fortsatt att producera fyllnadspigment för pappersindustrin i Förby, men förbystenen har ersatts av kalksten från Omyas egen inmutning i Kisko.